# ولی ویو، شهرستان بنتون، میزوری
ولی ویو، شهرستان بنتون، میزوری (به انگلیسی: Valley View, Benton County, Missouri) یک منطقهٔ مسکونی در ایالات متحده آمریکا است که در شهرستان بنتون، میزوری واقع شده‌است.

## خصوصیات
ولی ویو ۲۱۴٫۸۹ متر بالاتر از سطح دریا واقع شده‌است.